# Kurt Feltz
Kurt Feltz (* 14. April 1910 in Krefeld; † 2. August 1982 in Pollença/Mallorca) war einer der erfolgreichsten deutschen Schlagertexter und Musikproduzenten, der über 40 Jahre den deutschen Schlager mitprägte. Seine Spezialität waren deutsche Texte zu fremdsprachigen Hits, inhaltlich oft orientiert an der Sehnsucht nach südländischer Ferne. Dabei nutzte er auch Pseudonyme wie Edi Hartges, Walter Stein, André Hoff, Bernd Heim, Joachim Janson und Alexander Kühn.

## Die 1930er und 1940er Jahre
Kurt Feltz zog nach seinem Abitur nach Köln und arbeitete ab 1932 noch während seines Germanistik-Studiums (bei Ernst Bertram) für die WERAG (Westdeutscher Rundfunk AG) in Köln. Sein erster erfolgreicher Titel wird 1934 der mit dem Kölner Stimmungslied-Komponisten Jupp Schmitz verfasste Tango Gib acht, auf Dein Herz, Margarethe mit Rudi Schuricke und Coverversionen der Die Vier Belcantos (mit dem Orchester Adalbert Lutter) und einer Parodie der Vier Botze. Für die musikalische Komödie von Fred Raymond Das Bett der Pompadour schrieb er 1939 das Trinklied Heute Abend kommt Charly zu mir, gesungen von Rosita Serrano. Im selben Jahr textete er das Libretto für die Operette Saison in Salzburg, uraufgeführt am 31. Dezember 1938. Zu wichtigen Schlagern hieraus entwickelten sich Salzburger Nockerln / Und die Musik spielt dazu sowie Wenn der Toni mit der Vroni mit Texten von Feltz.

Rosita Serrano – Heute Abend kommt Charly zu mir

Die chilenische Diva Rosita Serrano besang seit 1938 Platten in Deutschland, … und die Musik spielt dazu nahm sie am 3. Oktober 1938 auf. 1940 übernahm sie vier weitere Titel, nämlich Guter Mann im Mond, Heut’ Abend kommt Charly zu mir (B-Seite), Vier Mädchen auf einer Bank (September 1940) und Wenn der Toni mit der Vroni. Parallel komponierte Feltz weiterhin Operetten, so etwa Perle von Tokay (1940) zusammen mit Fred Raymond. Die Operetten-Tätigkeit war ein Teilstück seiner Karriere, jedoch kein Widerspruch zu Schlagertexten; die Operettenbühne diente früher dem Schlager als bevorzugter Startplatz.
Die Feltz-Filme Falstaff in Wien (kam am 26. September 1940 in die Kinos), Das himmelblaue Abendkleid (17. Januar 1941) mit dem Libretto Wenn der Wein, wenn die Liebe wenn der Walzer nicht wär’ von Elfie Mayerhofer sowie … und die Musik spielt dazu (8. Juni 1943) mit dem Libretto Saison in Salzburg (Feltz/Raymond/Wallner) stammen aus den Kriegsjahren, in denen der Gefreite Feltz Lehrfilme für den Soldatenalltag wie Männer gegen Panzer drehte. Der Durchhalteschlager Es geht alles vorüber, es geht alles vorbei entstand kriegsbeeinflusst im Mai 1942 für Lale Andersen, offen für Ironie auf die Zeit der Lebensmittelkarten.
Nach seiner Rückkehr aus dem Krieg 1945 übernahm Feltz zunächst beim Münchener Rundfunk (jetzt Bayerischer Rundfunk) Unterhaltungssendungen (Mit Musik geht alles besser). Im Juni 1948 kehrte er nach Köln zurück, um beim NWDR den Posten des Leiters der Hauptabteilung Musikalische Unterhaltung zu übernehmen. Dort startete er u. a. die Musiksendung Der blaue Montag mit Peter Frankenfeld. Für den Hörfunk bearbeitete und inszenierte Kurt Feltz seitdem eine Reihe von Operetten gemeinsam mit Franz Marszalek als Dirigenten. Sechs eigene Operetten hat Kurt Feltz geschrieben. Feltz textete Der Theodor im Fußballtor, das im Original 1948 von Margot Hielscher stammte, jedoch durch die Kinopremiere des gleichnamigen Films vom 29. August 1950 von Theo Lingen bekannt wurde. Gerhard Wendland übernahm inzwischen Ich bild’ mir ein, Du würdest mein (1949). Ernie Bieler & The Standard Jazz-Band übernahmen im gleichen Jahr Am Zuckerhut.
Bereits nach kurzer Zeit beim NWDR kam öffentliche Kritik auf, weil Feltz seine eigenen Schlager-Kompositionen im NWDR spielen ließ und sich damit einer Interessenkollision schuldig machte. Die Ausstrahlungen förderten nicht nur den Plattenumsatz seiner Kompositionen, sondern brachten ihm auch Tantiemen durch Plattenumsatz und Rundfunkaufführung ein. Feltz hatte erkannt, dass „der Funk nur das Schaufenster der Phonoindustrie ist“. Der NWDR wurde bereits als „Feltz-Sender“ tituliert; selbst sein Freund Ralph Maria Siegel aus Krefelder Schulzeiten initiierte im Dezember 1949 eine Pressekampagne gegen diesen Missbrauch. Der Sender reagierte und führte eine Quote ein, um die Ausstrahlung von Kompositionen des Abteilungsleiters zu begrenzen: lediglich 30 Titel pro Monat durften von einem Komponisten/Texter gespielt werden, Komponisten hatten ihre verwendeten Pseudonyme anzugeben. Durch diesen Missbrauch stand Feltz gleich mit sieben eigenen Texten an der Spitze der GEMA-Erträgnisse und kam nach Schätzungen auf etwa 100.000 DM Halbjahrestantieme. Insgesamt deckten die Medien 36 Titel auf, die Feltz getextet hatte und im Rundfunk bevorzugt gespielt wurden – bis zu 15 Lieder am Tag. Das war noch nicht genug: Feltz war bei der GEMA gleichzeitig Leiter der Interessengemeinschaft der Textdichter. Er war für den gebührenfinanzierten öffentlichen Rundfunk nicht mehr tragbar.

## Die 1950er Jahre
Im Dezember 1950 schied Feltz beim NWDR bereits wieder aus, blieb jedoch dem Sender als freier Mitarbeiter verbunden. Dem SPIEGEL zufolge wiesen Statistiken aus, dass Kurt Feltz im Jahre 1950 beim NWDR Köln in mindestens 1.796 Sendungen mit seinen Schlagern zum Zuge kam, also im Durchschnitt fünfmal pro Tag. Die von Feltz oder seinen Mitarbeitern mit Feltz-Bändern belieferten übrigen Rundfunkstationen trugen mit weiteren 4.391 Sendungen dazu bei, Feltz’ Spitzenstellung unter den Textautoren zu bekräftigen. Noch 1951 wird bei NWDR-internen Untersuchungen weiterhin ein „ungewöhnlich hoher Anteil an Schlagern des Textdichters Feltz“ festgestellt. Gemeinsam mit dem Kölner Musikverleger Hans Gerig gründete Feltz 1950 den Musikverlag Edition Rialto, der alle Feltz-Kompositionen verwaltete. Feltz teilte sich mit Gerig als selbstständiger Musikproduzent ein Büro in der Kölner Altstadt und produzierte mit seinem Korrepetitor Franzleo Andries seine Musik für alle fünf deutschen Schallplattenfirmen. Seine Texte schrieb Feltz häufig unter dem Pseudonym André Hoff oder einem Dutzend weiterer Pseudonyme. Ab 1950 war für Feltz die produktivste Zeit, in der er oft Schlager mit Sehnsucht nach südländischen Gegenden oder Gewohnheiten weckte, zumeist auch als Coverversion ausländischer Originale.
Allein für René Carol schrieb er 77 Titel, darunter Maria aus Bahia (aufgenommen am 14. April 1949), Rote Rosen, rote Lippen, roter Wein (unter dem Pseudonym André Hoff; 8. Juni 1952), Warum denk’ ich nur an Dich (9. Juni 1952), Stern meiner Liebe / Am Strande von Havanna steht ein Mädchen (17. Oktober 1952), Verlieb Dich noch heut‘ (18. Oktober 1952), Nina (17. April 1953), Laß’ mich heut’ mit meiner Liebe nicht allein (11. Juni 1953), Jede Nacht klingt in Abbazia (23. März 1954), Wenn ich im Tagebuch der Liebe (29. April 1954), Sonne über der Adria (18. Juni 1954), Sieben Nächte blieb der José in Santa Fe (10. Dezember 1956), Meine Heimat ist die Liebe (1. Juli 1957), Mitten im Meer (1. Juni 1960), Prinzessin Sonnenschein (5. April 1963), Kein Land kann schöner sein (14. Dezember 1959, Rang #3 der deutschen Hitparade), Wo meine Sterne stehn (31. März 1965). Fast immer setzt Feltz Adalbert Luczkowskis Kölner Tanz- und Unterhaltungsorchester ein.
Fred Weyrich mit dem Orchester von Kurt Henkels bringen 1950 die deutsche Fassung von Mona Lisa heraus, zu der Feltz den Text schrieb. Peter Alexander und Leila Negra singen im Juli 1952 Die süßesten Früchte fressen nur die großen Tiere (Original komponiert von Vittorio Mascheroni; veröffentlicht im November 1953, Film mit Peter Alexander kam am 5. Februar 1954 in die Kinos), Willy Schneider bringt 1953 den Gassenhauer Man müsste noch mal Zwanzig sein heraus (komponiert zusammen mit dem Kölner Karnevalisten Gerhard Jussenhoven), womit bewusst ein Sentiment der älteren Generation bald nach dem Kriege angesprochen wurde. Wir, wir wir haben ein Klavier (Jupp Schmitz/Feltz) übernahm das Sunshine-Quartett im Dezember 1953. Der bereits mit Schmitz im Jahr 1949 komponierte Erfolgstitel Wer soll das bezahlen? erlangte nochmals Popularität durch den am 18. Dezember 1953 veröffentlichten Film Gefährlicher Urlaub.

Margot Eskens – Cindy, oh Cindy

Für Vico Torriani entstehen 27 Titel, darunter Ganz leis’ erklingt Musik (1948), Am Strand von Havanna steht ein Mädchen / Isabella (Andalusische Märchen) (22. Dezember 1952), Als einst Casanova durch Venedig ging / Bella Bella Donna (23. April 1954) oder Wenn der Hein in Rio ist (12. Dezember 1949). Bully Buhlan übernimmt 8 Titel, darunter Ein Musikus, ein Musikus weiß immer, was er spielen muss (8. März 1952), Der Wassermann (15. September 1952). Margot Eskens übernahm von Feltz 45 Titel, darunter Der Student von Paris (10. Februar 1955; im Original von Angèle Durand vom 16. Juni 1954), Cindy, Oh Cindy (13. November 1956) war 10 Wochen an #1, Bombalu (12. Dezember 1956), Calypso Italiano #9 (13. Juni 1957), Auf ein Wiedersehn! (16. November 1957), Alle schönen Frauen (23. Januar 1958).
Die Zusammenarbeit mit Peter Alexander begann bereits, als dieser noch beim österreichischen Label Austroton/Elite unter Vertrag war. Feltz textete 1952 Es war in Napoli vor vielen, vielen Jahren (#9615 V), Die süßesten Früchte fressen nur die großen Tiere (#8673 V, B-Seite von Isabella) und Mein großer Bruder (#9519 V). Als Peter Alexander im Juli 1953 im Deutschen Theater in München mit La bella musica den zweiten Rang eines Schlagerwettbewerbs gewann, erhielt er ein Vertragsangebot von Polydor Records und verließ das Austroton-Tochterlabel Elite. Feltz begleitete nunmehr dessen Karriere mit mindestens 74 Songs, zu denen er die Texte schrieb. Am 1. Juni 1954 übernimmt Feltz die Produktionsarbeit für Alexander, an jenem Tag entstanden Es war in Napoli vor vielen, vielen Jahren / Die schönen Frauen haben immer Recht (Austroton 9615 V). Der nächste von Feltz für Alexander getextete Titel Der Mond hält seine Wacht (Polydor #23050) kann nach Veröffentlichung im September 1955 für fünf Wochen den ersten Rang der deutschen Hitparade erobern. Nach einigen weniger erfolgreichen Hits anderer Komponisten verfasst Feltz zusammen mit seinem Freund Heinz Gietz im Dezember 1956 den nächsten Tophit mit Ich weiß was Dir fehlt, im August 1957 folgt Ein bißchen mehr (Rang #4), im September 1957 wird Das tu ich alles aus Liebe (Rang #3) veröffentlicht. Im Juni 1958 wird die Hitserie mit Bambina (Rang #2) fortgesetzt.
Bibi Johns versorgte er mit 31 Titeln, darunter Bella Bimba (26. Oktober 1953), Bimbo (11. Mai 1954), Das mach’ ich mit Musik (22. Juni 1956), Heinerle (mit Gietz) (Juni 1956). Feltz textete 22 Titel für die von Bandleader Kurt Edelhagen entdeckte Caterina Valente als Solistin und 11 Titel in Duetten mit Bruce Low oder Silvio Francesco, darunter das auf dem Cole-Porter-Song I Love Paris beruhende Solo Ganz Paris träumt von der Liebe mit Albert Vossens Harmonka-Soli (3. November 1953), das über 800.000 Mal verkauft wurde. Feltz produziert mit der seltenen, „überaus glücklichen Mischung“ eine Serie klassischer Hits wie Fiesta Cubana (Gietz/Feltz; Rang #6; 3. Mai 1955), Wo meine Sonne scheint (deutsche Coverversion von Island in the Sun; 22. Juli 1957), Casanova im September 1957; er textete Es ist so schön bei Dir (2. Mai 1955; Rang #2). Caterina Valente übernimmt im Duett mit Peter Alexander Eventuell (7. Juli 1955), ihre erste #1 im November 1955. Komm ein Bisschen mit nach Italien (18. Februar 1955) erscheint im Februar 1956 (mit Heinz Gietz; Rang #11). Polydor lässt die Valente-Aufnahmen mit Feltz überwiegend im Kölner Messesaal produzieren. Am 10. September 1957 wird die erste Folge der deutschen Fernsehsendung Bonjour Kathrin ausgestrahlt. Hierzu schrieb Feltz als Ko-Autor das 218 Seiten umfassende Drehbuch in nur drei Tagen, nachdem dessen drei Drehbuchautoren monatelang nicht zurechtkamen. Der Film basiert auf der Lustspiel-Operette Die glücklichste Frau der Welt (Das Bett der Pompadour), zu der Feltz 1944 mit Operetten-Kollege Max Wallner das Libretto verfasst hatte. Weitere Topnotizen für „die Valente“ waren Steig in das Traumboot der Liebe mit Bruder Silvio Francesco (Gietz/Feltz) vom April 1956 (Rang #1) oder Wo meine Sonne scheint (deutscher Text zum Harry-Belafonte-Hit Island in the Sun) November 1957 (Rang #1).
Kurt Feltz produziert ab 1958 Bill Ramseys Hits und schreibt für ihn die Texte zu 25 Titeln. Darunter als erstem Song So ein Stroll in Tirol (Gietz/Feltz; aufgenommen am 2. Juni 1958), danach formt er den Jazzer nach Go Man Go (Gietz/Feltz; 5. Mai 1959) mit einem Umsatz von lediglich 35.000 Exemplaren zu einem Stimmungslied-Interpreten um. So entsteht am 26. November 1958 der erste Hit Wumba-Tumba Schokoladeneisverkäufer, der im April 1959 Rang vier der Charts erreicht. Am 8. Juni 1959 produziert er für Ramsey den Titel Souvenirs, der über 500.000 Exemplare verkauft. und auf Rang 1 landet. Am 10. Dezember 1960 produziert Feltz den Nummer-eins-Hit Pigalle, komponiert von Gietz mit einem Text von Hans Bradtke.
Feltz war nicht nur der Texter der deutschen Fassung vom Kriminal-Tango, sondern trieb Hazy Osterwald an, mit seinem Sextett den Kriminal-Tango für den deutschen Markt aufzunehmen. Osterwald zählte bereits zu den etablierten Livekünstlern jener Tage, Feltz wollte jedoch mehr mit ihm erreichen. Aus dem Sextett sollten Stars werden. Heinz Gietz schrieb dazu ein neues Arrangement, sodass aus dem antiquiert klingenden italienischen Original ein maßgeschneiderter, zeitgemäßer Ohrwurm wurde. Während das Original in der italienischen Hitparade lediglich einen achten Platz erreichte, kam Osterwalds Version nach Veröffentlichung im Oktober 1959 bis auf Rang eins in der schweizerischen, österreichischen und deutschen Hitparade, wo sie für drei Wochen verharrte. Die Single (Polydor #24048) wurde in Deutschland 900.000 Mal verkauft und setzte insgesamt eine Million Exemplare um.
Zu Beginn der 1950er Jahre entfielen auf Feltz-Texte rund 20 % des Polydor-Repertoires und fast 80 % des Polydor-Plattenumsatzes. Über 20 seiner Texte erreichten nacheinander einen Plattenumsatz von mehr als 100.000 Stück. Für Rote Rosen, rote Lippen, roter Wein erhielt Feltz mit René Carol die überhaupt erste Goldene Schallplatte in Deutschland. Diese höchste Auszeichnung jeder Plattenfirma wurde damals für einen Umsatz von 500.000 Stück vergeben, weil noch niemand daran glaubte, dass in Deutschland je eine Million Platten von einer Aufnahme verkauft werden könnten, bis 1956 Freddy Quinn mit Heimweh als erster auch diese Hürde schaffte und damit einen neuen Maßstab für Goldene Schallplatten setzte.

## Die 1960er Jahre
Die Erfolgsserie von Feltz setzte sich Anfang der 1960er Jahre nahtlos fort. An den 194 deutschen Liedern des Polydor-Katalogs 1961/1962 waren die Haus-Dichter Kurt Feltz und Fini Busch (Seemann (deine Heimat ist das Meer)) mit 88 Titeln beteiligt, die Kollegen Werner Scharfenberger (Schwarze Rose, Rosemarie), Charly Niessen (Der Mann im Mond) und Erwin Halletz (Sauerkraut-Polka) mit 83 Kompositionen. Die Zeiten der Interessenkollision, so berichtet der Spiegel in seiner Ausgabe 40/1963, hatten sich nach Feltz nicht geändert, denn andere Rundfunkangestellte ahmten das Feltz-Vorbild nach. Zwischen dem 4. April und 3. Mai 1963 erschienen auf 35 von 90 neu herausgekommenen deutschen Schallplatten Texte von Rundfunkmännern oder deren Frauen. In der Woche vom 12. April bis 18. April 1963 wurden auf neun von zwölf neuen deutschen Schallplatten Texte von Programmgestaltern oder deren Familienmitgliedern veröffentlicht.
Im Jahr 1960 hat Feltz insgesamt 15 Titel getextet oder produziert, jedoch befand sich darunter kein durchschlagender Erfolg. 1961 kamen 19 Titel mit Texten und/oder als Produktion von Feltz auf den Markt, darunter ab Juni das zum Evergreen avancierte Paradiso für Connie Francis, das in Zusammenarbeit mit Scharfenberger unter Pseudonym entstand (Wolfgang Zell/Peter König anstatt Werner Scharfenberger/Kurt Feltz), sowie Bill Ramseys Zuckerpuppe (aus der Bauchtanz-Truppe) vom Juli 1961 (#5); Peter Kraus übernahm im November 1961 Schwarze Rose Rosemarie (#5). Das Jahr 1962 verzeichnete 22 Produktionen und/oder Texte, worunter sich Peter Kraus mit seinem letzten Tophit Sweety (Feltz/Scharfenberger) im August 1962 und Sacha Distel mit Adios Amigo im Oktober 1962 mit Rang 5 als dessen beste Platzierung befanden. Alleine 4 Titel kamen für den Kölner Hürdensprinter-Olympiasieger Martin Lauer zustande, wobei sich die Feltz-Produktion Die letzte Rose der Prärie im November 1962 mit Rang #5 am besten platzieren konnte. Auch mit der um 1960 tätigen Sängerin Margrit Imlau arbeitete Feltz zusammen (An-nana-nana-nas-Prinzessin).

Mina – Heißer Sand

Als Mina am 5. Februar 1962 (Konzerthaus Wien, Studio III) den Song Heißer Sand (Feltz/Scharfenberger) aufnahm, folgte ihm ein Jahr später mit dem Titel Si lo so eine italienische Coverversion (LP Stessa spiaggia stesso mare, „gleicher Strand gleiches Meer“; 1963), die als Liebeslied einzustufen ist. Der deutsche Text der Originalversion handelt indes von einem Eifersuchtsmord an einem gewissen Rocco und der Flucht des Tatverdächtigen Tino. Mina sang den Titel erstmals öffentlich am 12. März 1962 in der TV-Show Herzlichst, Ihr Peter Kraus. Der im April 1962 veröffentlichte, exotisch-orientalisch klingende Feltz-Text verkaufte sich in Deutschland 700.000 Mal, weltweit wurden 1,3 Millionen Exemplare verkauft; in Deutschland wurde der Titel für 8 Wochen auf Rang 1 notiert. Connie Francis nahm mit der Originalmusikspur am 19. Juni 1966 eine Coverversion hiervon auf.
1963 gingen 32 Titel auf das Konto von Feltz, darunter Connie Francis’ Barcarole in der Nacht (Feltz/Scharfenberger) im Juni 1963 (#1), Conny & Peter Alexander Verliebt verlobt verheiratet (mit Gietz) im Mai 1963, Gitte und Rex Gildo Vom Stadtpark die Laternen (mit Gietz) im September 1963 (#1), Martin Lauer Wenn ich ein Cowboy wär Mai 1963 (#9), Rex Gildo Zwei blaue Vergissmeinnicht Mai 1963 (#4). 1964 erschienen 15 Titel, darunter Lauers Sein bestes Pferd im September 1964 (#5) und Taxi nach Texas im März 1964 (#7) sowie Sacha Distel mit Der Platz neben mir vom Februar 1964 (#6). 1965 war Feltz an 16 Titeln beteiligt, darunter Peter Alexanders Fräulein Wunderbar vom September 1965 (#7), Aba Heidschi Bum Beidschi (das Original von Feltz getextet) im Dezember 1965 (#10), Schenk mir ein Bild von Dir im April 1965 (#2). 1966 kamen 18 Titel heraus, darunter Peter Alexanders Moderne Romanzen (mit Scharfenberger) im Dezember 1966 (#4). 1967 kamen 24 Titel unter Beteiligung von Feltz auf den Markt, darunter wieder Peter Alexander diesmal mit den drei aufeinanderfolgenden Tophits Spanisch war die Nacht im März 1967, Verbotene Träume (#1) im August 1967 (mit Scharfenberger) und Der letzte Walzer im Dezember 1967 und Peter Rubins zweite Single Der Zug nach Sunny Hill / Die schönste Straße (mit Scharfenberger). 1968 präsentierte Feltz 24 Titel, darunter Peter Alexander mit Delilah im April 1968 (#3), Komm und bedien dich vom September 1968 (#9), Rubins erstem Hit Azurro vom Februar 1969 (#17). Peter Alexander übernahm die Feltz/Scharfenberger-Komposition Liebesleid im März 1969 und brachte auch sie an die Topposition.

## Die 1970er Jahre
1970 kamen 34 Titel mit Beteiligung von Feltz auf den Markt, darunter Peter Alexander mit Hier ist ein Mensch (Feltz als Produzent) vom November 1970 (#2), der insgesamt mit 14 Titeln bedacht wurde. Für Heino entstand Heute geht die Sehnsucht auf Reisen. 1971 erschienen 31 Titel, erneut hatte Alexander hieran mit 14 Songs den Hauptanteil. Unter den 26 Songs des Jahres 1972 befand sich die Feltz-Produktion Immer wieder sonntags für Cindy & Bert. Es war der erfolgreichste Hit des Duos vom Februar 1972 (#3); für Freddy Breck schrieb er auf den Mittelteil von Tschaikowskys Capriccio Italien (opus 45) einen Text unter dem Titel Bianca im Januar 1973 (#2). Zugleich textete Feltz jeweils 5 Titel für Howard Carpendale und Peter Rubin. 1973 war der quantitative Zenit der kreativen Tätigkeit, als Feltz an der Entwicklung von 53 Titeln künstlerisch beteiligt war, darunter 12 Produktionen für Cindy & Bert. Einen zweiten Rang erreichte Freddy Breck im Juli 1973 mit Rote Rosen mit einem Feltz-Text zu einer auf der Komödie Dichter und Bauer von Franz von Suppè basierenden Melodie. 1974 waren es 22 Songs (darunter Die Sommermelodie für Cindy & Bert), 1975 verzeichnete 38 Feltz-Schlager, darunter alleine 17 getextete Songs für Cindy & Bert. 1976 war Feltz an 34 Titeln beteiligt. Zusammen mit seinem Freund Heinz Gietz sorgte er in jenem Jahr für das Chart-Comeback von Caterina Valente, die nach 10 Jahren Hitparaden-Abstinenz im August 1976 den Feltz/Gietz-Titel Cheerio bis auf Rang 33 brachte. Ab 1977 ließ mit 11 Titeln die fabrikationsartige Arbeit nach. Freddy Breck befand sich darunter, als er im Februar 1977 den bis auf Rang 7 vorgedrungenen Song Die Sterne stehn gut übernahm. 1978 war Feltz an 10 Titeln beteiligt, darunter für die inzwischen ebenfalls betagte Valente den mit Gietz verfassten Song Manuel, der im Oktober 1978 bis auf Rang 7 vordrang. 1979 erschienen 15 Titel, darunter 9 Produktionen für Ireen Sheer. Einen hiervon, Das Lied der schönen Helena konnte Sheer im Oktober 1979 bis auf Rang 5 der Charts transportieren. Das gelang im August 1979 auch der Kinderband Manuel & Pony mit dem Titel Das Lied von Manuel, dem Antwort-Song auf Caterina Valentes Erfolg im Jahre zuvor. 1980 kamen lediglich noch 2 Feltz-Produktionen auf den Markt. In jenem Jahr feierte er 30-jähriges Jubiläum mit seiner Tätigkeit als Musikproduzent. Die Musikproduktion Feltz war somit die älteste Musikproduktion in der Branche.

## Film und Fernsehen
Auch im Film und Fernsehen war Kurt Feltz präsent. Er schrieb Filmdrehbücher (Stern von Rio; 20. März 1940) und Unterhaltungssendungen für das Fernsehen, in denen er auch selbst Regie führte. Es handelte sich zumeist um handlungsarme Film-Komödien mit Schlagersängern in der Hauptrolle. Dazu gehörten Das haut hin mit Peter Alexander (9. Juli 1957) mit Feltz-Texten, mit Caterina Valente kam am 23. August 1957 Das einfache Mädchen, am 22. Februar 1958 Und abends in die Scala (Mit der Feltz/Gietz-Komposition Musik liegt in der Luft; Valente), am 8. Januar 1959 Hier bin ich – hier bleib ich in die Kinos (mit Feltz-Texten). Peter schiesst den Vogel ab wiederum mit Peter Alexander erschien am 15. Mai 1959, Mein ganzes Leben ist Musik (3. Dezember 1959), Die Abenteuer des Grafen Bobby mit Peter Alexander und Vivi Bach (1. April 1961), Musik ist Trumpf mit Hazy Osterwald (1. September 1961) oder So toll wie anno dazumal mit Peter Kraus (10. August 1962) folgten. Als ab 22. Februar 1975 die TV-Unterhaltungsserie Musik ist Trumpf mit Peter Frankenfeld startete, setzte Feltz hierfür die zusammen mit Heinz Gietz verfasste gleichnamige Erkennungsmelodie ein, die bereits seit 1961 urheberrechtlich über den Rialto-Musikverlag geschützt war und aus dem Musikfilm mit Hazy Osterwald stammte.

## Letzte Lebensjahre
Feltz, inzwischen längst Millionär, verkaufte sein Kölner Anwesen nebst Park und Orchideenzucht an seinen Freund Gietz und zog selbst nach Morcote (Tessin) in unmittelbare Nachbarschaft zu Peter Alexander und Caterina Valente.

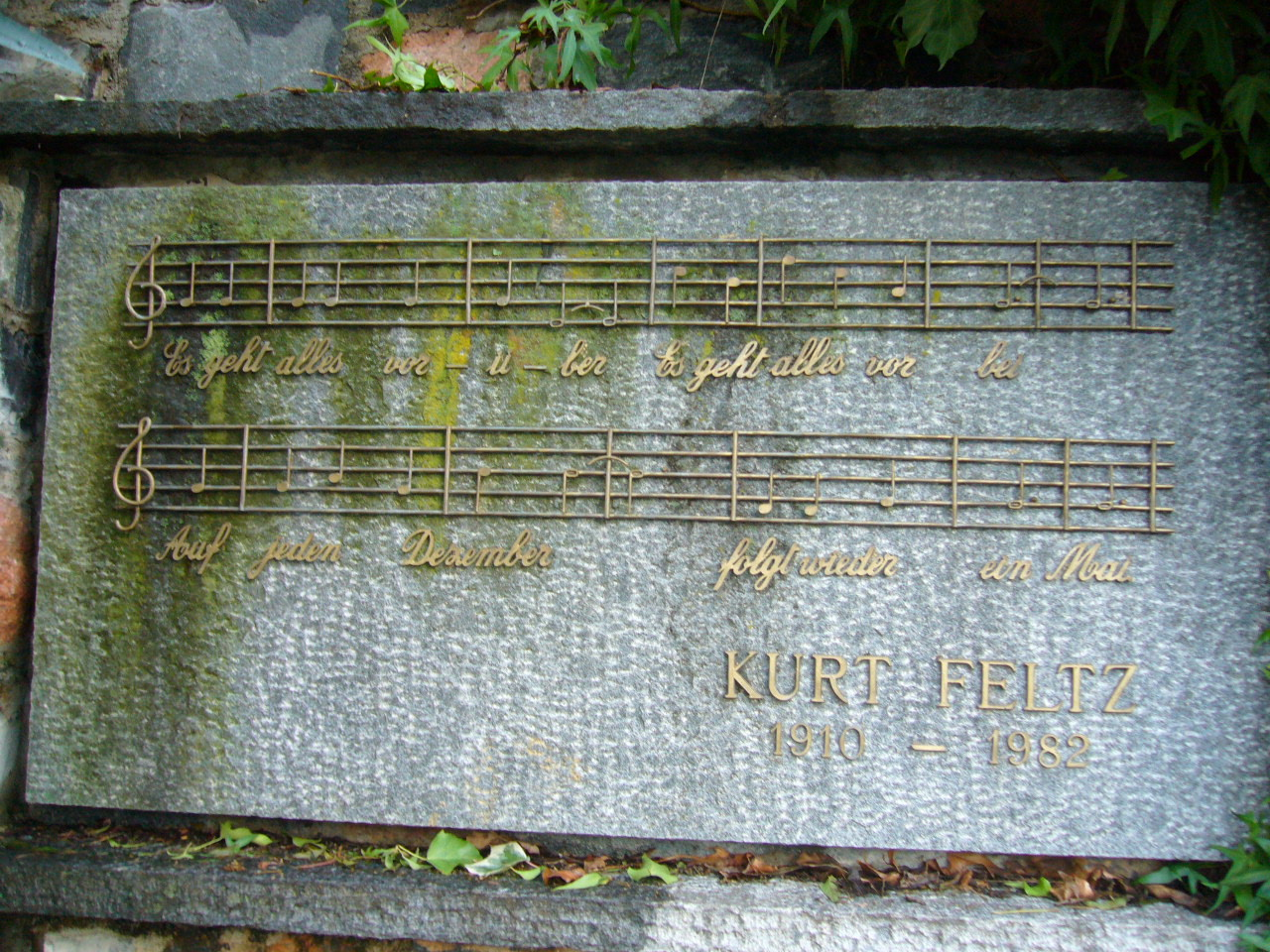
Gedenkstein von Feltz auf dem Friedhof von Morcote

Während eines Urlaubs auf Mallorca ging er am 2. August 1982 zum Schwimmen ins Meer und starb im Alter von 72 Jahren dort an Herzversagen. Genau an jenem Tag stellte Andy Borg den letzten von Feltz geschriebenen großen Nummer-eins-Hit Adios Amor in der ZDF-Hitparade vor. Der Titel gelangte am 28. August 1982 auf den ersten Platz, hielt sich dort für fünf Wochen und verkaufte sich insgesamt 2,5 Millionen Mal.
Auf seinem Grabstein auf dem Friedhof von Morcote steht eine seiner Textzeilen: „Es geht alles vorüber, es geht alles vorbei. Auf jeden Dezember folgt wieder ein Mai“ (1942). Seine Witwe Cornelia „Corry“ Feltz erbte die Musikproduktion Feltz & Co.
Insgesamt verfasste Kurt Feltz rund 3.500 Liedertexte; viele wurden zu Evergreens. Einige seiner Zeilen wurden zu geflügelten Worten; seine Texte waren fast immer zeitbezogen. Er schrieb seine Schlagertexte nach einem Arbeitssystem und mit viel Schreibtischfleiß in geregelten Produktionsstunden.
Das ZDF strahlte am 30. Oktober 1986 die Show Und die Musik spielt dazu – musikalische Erinnerungen an Kurt Feltz (Buch: Hans Hubberten) aus.

## Statistik

### Nummer-eins-Texte
| Titel                            | Interpreten            | Jahr |
| -------------------------------- | ---------------------- | ---- |
| Jim, Jonny und Jonas             | Hula Hawaiian Quartett | 1955 |
| Eventuell                        | Caterina Valente       | 1955 |
| Wo meine Sonne scheint           | Caterina Valente       | 1957 |
| Steig in das Traumboot der Liebe | Club Indonesia         | 1956 |
| O Billy Boy                      | Club Argentina         | 1956 |
| Der Mond hält seine Wacht        | Peter Alexander        | 1955 |
| Smoky                            | Die Sieben Raben       | 1956 |
| Ich weiß, was dir fehlt          | Peter Alexander        | 1957 |
| Cindy, oh Cindy                  | Margot Eskens          | 1957 |
| Souvenirs                        | Bill Ramsey            | 1959 |
| Pigalle                          | Bill Ramsey            | 1961 |
| Heißer Sand                      | Mina                   | 1962 |
| Paradiso                         | Connie Francis         | 1962 |
| Sweety                           | Peter Kraus            | 1962 |
| Barcarole in der Nacht           | Connie Francis         | 1963 |
| Vom Stadtpark die Laternen       | Gitte und Rex Gildo    | 1963 |
| Verbotene Träume                 | Peter Alexander        | 1967 |
| Der letzte Walzer                | Peter Alexander        | 1968 |
| Delilah                          | Peter Alexander        | 1968 |
| Liebesleid                       | Peter Alexander        | 1969 |
| Adios amor                       | Andy Borg              | 1982 |

### Weitere Top-10-Texte (Auswahl)
| Titel                               | Interpreten            | Jahr | Platz |
| ----------------------------------- | ---------------------- | ---- | ----- |
| Es ist so schön bei dir             | Caterina Valente       | 1955 | 2.    |
| Tipitipitipso                       | Caterina Valente       | 1957 | 3.    |
| Dich werd' ich nie vergessen        | Caterina Valente       | 1957 | 2.    |
| Das tu' ich alles aus Liebe         | Peter Alexander        | 1957 | 3.    |
| Ich wär' so gern bei dir            | Club Italia            | 1957 | 2.    |
| Spiel noch einmal für mich Habanero | Caterina Valente       | 1958 | 2.    |
| Bambina                             | Peter Alexander        | 1958 | 2.    |
| Mandolinen und Mondschein           | Peter Alexander        | 1959 | 3.    |
| Kriminal-Tango                      | Hazy-Osterwald-Sextett | 1959 | 4.    |
| Wumba-Tumba Schokoladeneisverkäufer | Bill Ramsey            | 1959 | 4.    |
| Kein Land kann schöner sein         | René Carol             | 1960 | 3.    |
| Linda (Ein Haus in den Rockys)      | Gus Backus             | 1962 | 9.    |
| Zwei blaue Vergissmeinnicht         | Rex Gildo              | 1963 | 4.    |
| Schenk' mir ein Bild von dir        | Peter Alexander        | 1965 | 2.    |
| Hier ist ein Mensch                 | Peter Alexander        | 1970 | 2.    |
| Bianca                              | Freddy Breck           | 1972 | 2.    |
| Immer wieder sonntags               | Cindy & Bert           | 1973 | 3.    |
| Rote Rosen                          | Freddy Breck           | 1973 | 2.    |